# Quan hệ Iran – Tòa Thánh
Quan hệ Iran – Tòa Thánh đề cập đến quan hệ ngoại giao giữa Tòa Thánh, vốn có chủ quyền trên Thành Vatican và Cộng hòa Hồi giáo Iran. Quan hệ hoặc các điểm tương đồng, cũng đã được ghi nhận giữa Công giáo Rôma và Hồi giáo Shia, là những tôn giáo chính thức của Tòa thánh và Iran.

## Lịch sử
Quan hệ ban đầu bắt đầu từ thời trị vì của Shah Abbas I khi các sứ quán Ba Tư đến thăm Giáo hoàng. Hai nước đã có quan hệ ngoại giao chính thức từ năm 1954, kể từ thời giáo hoàng Piô XII và được duy trì qua cả cuộc cách mạng Hồi giáo. Iran có một số lượng viên chức ngoại giao lớn tại Vatican với số lượng được công nhận chỉ đứng sau Cộng hòa Dominica.
Năm 1979, Giáo hoàng Gioan Phaolô II phái đại diện tới Iran để giúp giải quyết Khủng hoảng con tin. Trong năm 2008, quan hệ giữa Iran và Tòa Thánh đã "nóng lên", và Mahmoud Ahmadinejad "nói Vatican là một lực lượng tích cực cho công lý và hòa bình" khi ông gặp gỡ Sứ thần Tòa Thánh tại Iran, Tổng giám mục Jean-Paul Gobel.
Theo một bài báo tin tức trực tuyến của Carol Glatz thuộc Catholic News Service đăng trên trang web CNS vào thứ năm ngày 7 tháng 10 năm 2010, Tổng thống Ahmadinejad "nói với Giáo hoàng Biển Đức XVI rằng ông muốn làm việc chặt chẽ hơn với Vatican trong một nỗ lực để ngăn chặn việc ly dị. Tổng thống Iran cũng kêu gọi các tôn giáo trên thế giới hợp tác trong cuộc chiến chống chủ nghĩa thế tục và duy vật, các cơ quan thông tấn Iran đưa tin.
Mohammad-Reza Mir-Tajeddini, trong một cuộc họp ngắn ngày 6 tháng 10 tại Vatican, người phát ngôn Vatican, linh mục dòng Tên Federico Lombardi, đã xác nhận với tờ Tin Mừng Công giáo ngày 7 tháng 10 rằng lá thư đã được trao cho giáo hoàng và nội dung của nó đã được xuất bản bởi các phương tiện truyền thông Iran. Theo báo cáo, lá thư ca ngợi Giáo hoàng và Vatican vì đã chỉ trích các mối đe dọa của một linh mục Hoa Kỳ về việc đốt các bản sao của Kinh Qur'an vào ngày 11 tháng 9. Vào ngày 3 tháng 11, Giáo hoàng đã gửi cho Tổng thống Iran một lá thư trả lời, trong đó ông tuyên bố rằng việc thành lập một ủy ban song phương Vatican-Iran sẽ là một bước mong muốn để giải quyết các vấn đề của Giáo hội Công giáo ở Iran.